# Baskiens herrlandslag i ishockey
Baskiens herrlandslag i ishockey representerar Baskien i ishockey på herrsidan och kontrolleras av det katalanska vintersportförbundet. Laget har endast spelat träningslandskamper.

## Historik
Laget spelade sin första match den 27 december 2008, då man besegrade Katalonien med 5-3 i Vitoria-Gasteiz.

### Fotnoter
1. ↑  ”National Teams of Ice Hockey”. Arkiverad från originalet den 12 november 2011. https://web.archive.org/web/20111112133612/http://www.nationalteamsoficehockey.com/uploads/Euskadi_All_Time_Results.pdf. Läst 29 augusti 2011.